# Antoine Abel
Antoine Abel poeta de Seychelles nacido el 27 de noviembre de 1934 en Anse Boileau y fallecido el 19 de octubre de 2004 en la isla de Mahé, es considerado el padre de la literatura de Seychelles.

## Obra
- Coco sec (1969)
- Une tortue se rappelle (1977)
- Contes et poémes des Seychelles (1977)
- Paille en queue  (1969)
- el webo mio (2004)